# Kopanica (gromada)
Kopanica – dawna gromada, czyli najmniejsza jednostka podziału terytorialnego Polskiej Rzeczypospolitej Ludowej w latach 1954–1972.
Gromady, z gromadzkimi radami narodowymi (GRN) jako organami władzy najniższego stopnia na wsi, funkcjonowały od reformy reorganizującej administrację wiejską przeprowadzonej jesienią 1954 do momentu ich zniesienia z dniem 1 stycznia 1973, tym samym wypierając organizację gminną w latach 1954–1972.
Gromadę Kopanica z siedzibą GRN w Kopanicy utworzono – jako jedną z 8759 gromad na obszarze Polski – w powiecie wolsztyńskim w woj. poznańskim, na mocy uchwały nr 41/54 WRN w Poznaniu z dnia 5 października 1954. W skład jednostki weszły obszary dotychczasowych gromad Jaromierz, Kopanica, Maławieś i Wąchabno ze zniesionej gminy Kopanica w powiecie wolsztyńskim w woj. poznańskim oraz obszar dotychczasowej gromady Wielka Wieś ze zniesionej gminy Kargowa w powiecie sulechowskim w woj. zielonogórskim. Dla gromady ustalono 16 członków gromadzkiej rady narodowej.
1 stycznia 1960 do gromady Kopanica włączono obszar zniesionej gromady Żodyń w tymże powiecie.
Gromada przetrwała do końca 1972 roku, czyli do kolejnej reformy gminnej.